# 布伊基夫尼亚坟地

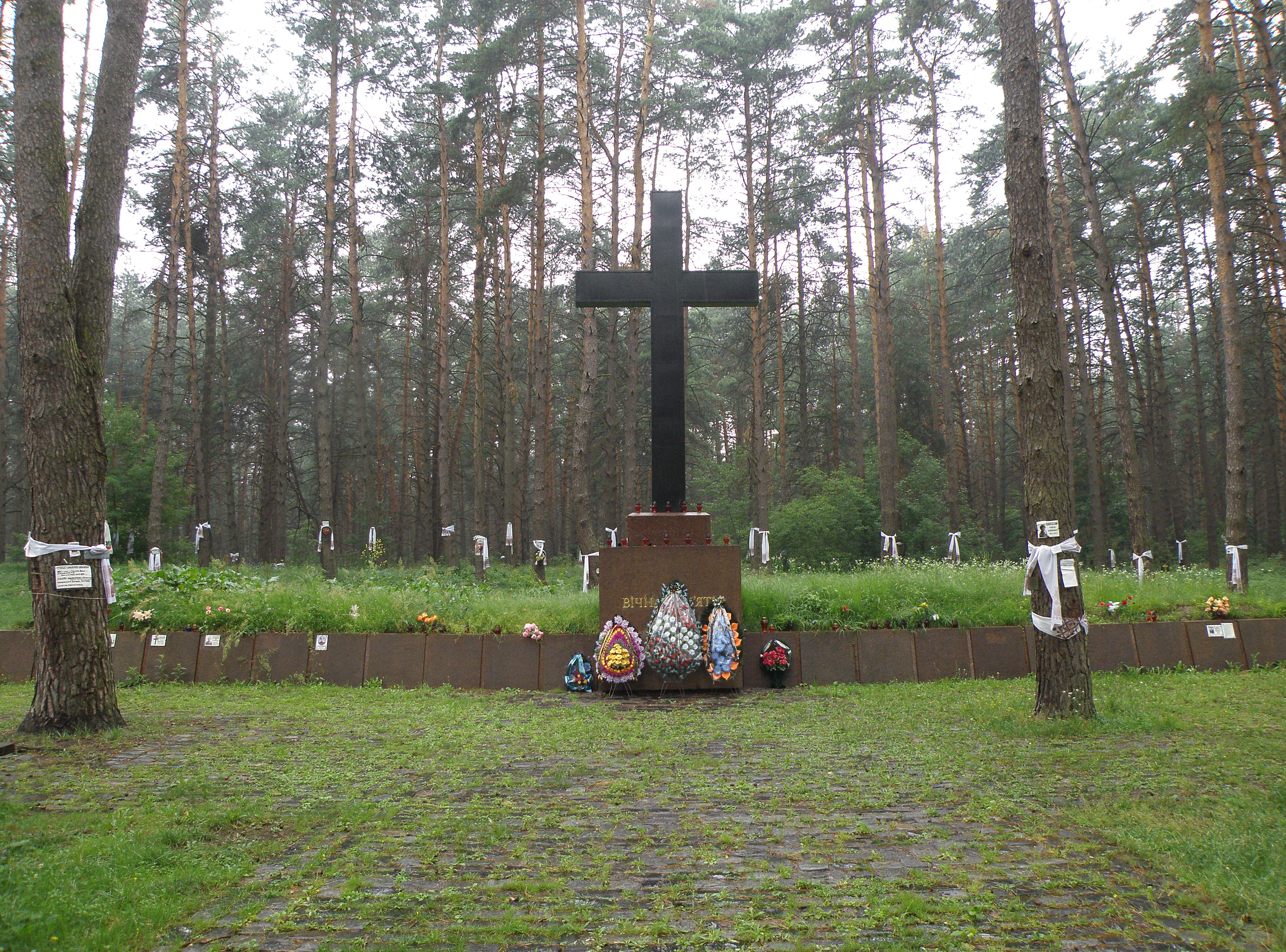
布伊基夫尼亚坟地

布伊基夫尼亚坟地是位於烏克蘭基辅的一個墳場。苏联斯大林时期，秘密警察机构內務人民委員部在基輔挖了一塊大规模尸体掩埋地。內務人民委員部將成千上万具被处决的犯人的尸体埋葬於此。这里埋葬了3万到10万具尸体。甚至有人估计，这里掩埋的死者多达20万人。